# Henry Walter Bates
Pour les articles homonymes, voir Bates.
Henry Walter Bates est un entomologiste britannique, né le 8 février 1825 à Leicester et mort le 16 février 1892 à Londres, célèbre pour son exploration du bassin amazonien avec Alfred Russel Wallace (1823-1913).

## Biographie
Bates est né à Leicester dans une famille de la classe moyenne. Il est l'aîné de quatre fils d'un fabricant de tricots (Henry Bates). À l'âge de 13 ans, il devient apprenti chez un bonnetier et consacre son temps libre à l'étude des insectes. Il publie en 1843, un court article sur les coléoptères dans Zoologist d'Edward Newmann, et se lie alors d'amitié avec Wallace, professeur au collège de Leicester, entomologiste amateur passionné lui aussi.
C'est grâce à la lecture d'un livre de William Henry Edwards (1822-1909), A Voyage Up the River Amazon (1847) que Wallace et lui décident d'explorer eux aussi l'Amazonie. Ce projet est vivement appuyé par les directeurs du British Museum, et, en avril 1848, les deux amis quittent ensemble Liverpool pour le Brésil à bord d’un voilier. Mais dès 1852, ils se séparent : Wallace décide de rentrer en Angleterre, mais son navire prend feu et coule au large des côtes des Guyanes, causant la perte de la majeure partie de ses collections.
Pendant ce temps, Bates poursuit son exploration de la vallée de l’Amazone jusqu’aux frontières du Pérou, autant du point de vue de la faune, de la flore que de celui de la géographie. Durant onze ans, de 1848 à 1859, il collecte des spécimens de pas moins de 14 712 espèces différentes, des insectes pour la plupart, mais également des oiseaux (360), des reptiles, des poissons, des mammifères et des mollusques. De toutes ces espèces ramenées environ 8 000 étaient inconnues jusque-là. Il rend compte des résultats de son voyage dans un livre : The naturalist on the river Amazons, qui connaît un énorme succès. Un compte rendu en est fait en août 1863 dans la Revue des deux Mondes (tome 46) sous le titre Un naturaliste sous l'Équateur.
En 1863, il fournit une première confirmation de la théorie de l'évolution de Darwin en publiant un article sur la théorie du mimétisme, The imitation by a species of other life forms or inanimate objects, où il montre qu'une espèce de papillon amazonien, de la sous-famille des Dismorphiinae, a évolué pour se parer de couleurs semblables à celle d'une tout autre espèce, de la sous-famille des Heliconiinae, négligée par les oiseaux prédateurs à cause de sa toxicité. Bates trouve des cas semblables de mimétisme chez les oiseaux et les reptiles. Ce phénomène est connu maintenant sous le nom de mimétisme batésien ou mimétisme de Bates.
Cette même année, il se marie avec Sara Ann Mason. Ils auront trois fils, dont deux deviendront fermiers en Nouvelle-Zélande.
En 1864, il devient secrétaire adjoint de la Royal Geographical Society, poste qu'il conservera jusqu’à sa mort. Souffrant de dyspepsie, tout comme Darwin, il meurt d’une bronchite le 16 février 1892. Ses collections de papillons reviennent au British Museum, tandis que ses magnifiques collections de coléoptères sont achetées par l’entomologiste et lithographe français Charles Oberthür.
Le frère d’Henry Bates est le naturaliste Frederick Bates (1829-1903).

## Ouvrages et publications
En dehors d'innombrables articles publiés dans plusieurs revues scientifiques britanniques, telles :
- Proceedings of the Linnaean Society ;
- Transactions and  Proceedings of the Entomological Society ;
- Annals of Natural History ;
- Journal of entomology ;
- Proceedings of the Zoological Society ;
- The Entomologist monthly magazine ;
- Report of the British Association for the Advancement of Science ;

Bates a publié plusieurs livres, dont :
- The naturalist on the river Amazons (2 vol. 1863) ; texte en ligne du Projet Gutenberg ;
- Contributions to Insect Fauna of the Amazon Valley (Londres 1867) ;
- Illustrated travels, a magazine of travel, geography and adventure (4 vol. 1869) ;
- Central America, West Indies and South America (1878) ;

Il a aussi effectué la traduction anglaise sur l'expédition polaire allemande : The German Artic Expedition of 1869-1870 (Londres 1874), et l'édition de l’ouvrage de Peter Warburton Journey across the Western Interior of Australia.